# Ian Phillips
Ian Phillips (ur. 9 lutego 1951) – szef operacyjny od 2011 roku w Marussia F1 Team.

## Życiorys
Phillips ukończył szkołę w Malvern w Wielkiej Brytanii.
Karierę rozpoczął jako pracownik Autosport w Londynie pod koniec lat 60. XX w.
W 1977 roku został kierownikiem brytyjskiego toru wyścigowego Donington Park.
Wrócił do dziennikarstwa i pracował w nim przez osiem lat, pracując równocześnie dla firm: March Engineering, Marlboro i Bridgestone. Wkrótce Robin Herd zaproponował mu pracę na stanowisku menedżera nowego zespołu w Formule 1 March F1 Team.
W 1990 roku pracował dla zespołu Jordan Grand Prix na stanowisku dyrektora handlowego.
Wraz z rozpoczęciem sezonu 2011 rozpoczął pracę jako szef operacyjny w Marussia Virgin Racing, który przekształcił się w Marussia F1 Team.
Jest członkiem British Racing Drivers’ Club.